# Inspección en vuelo

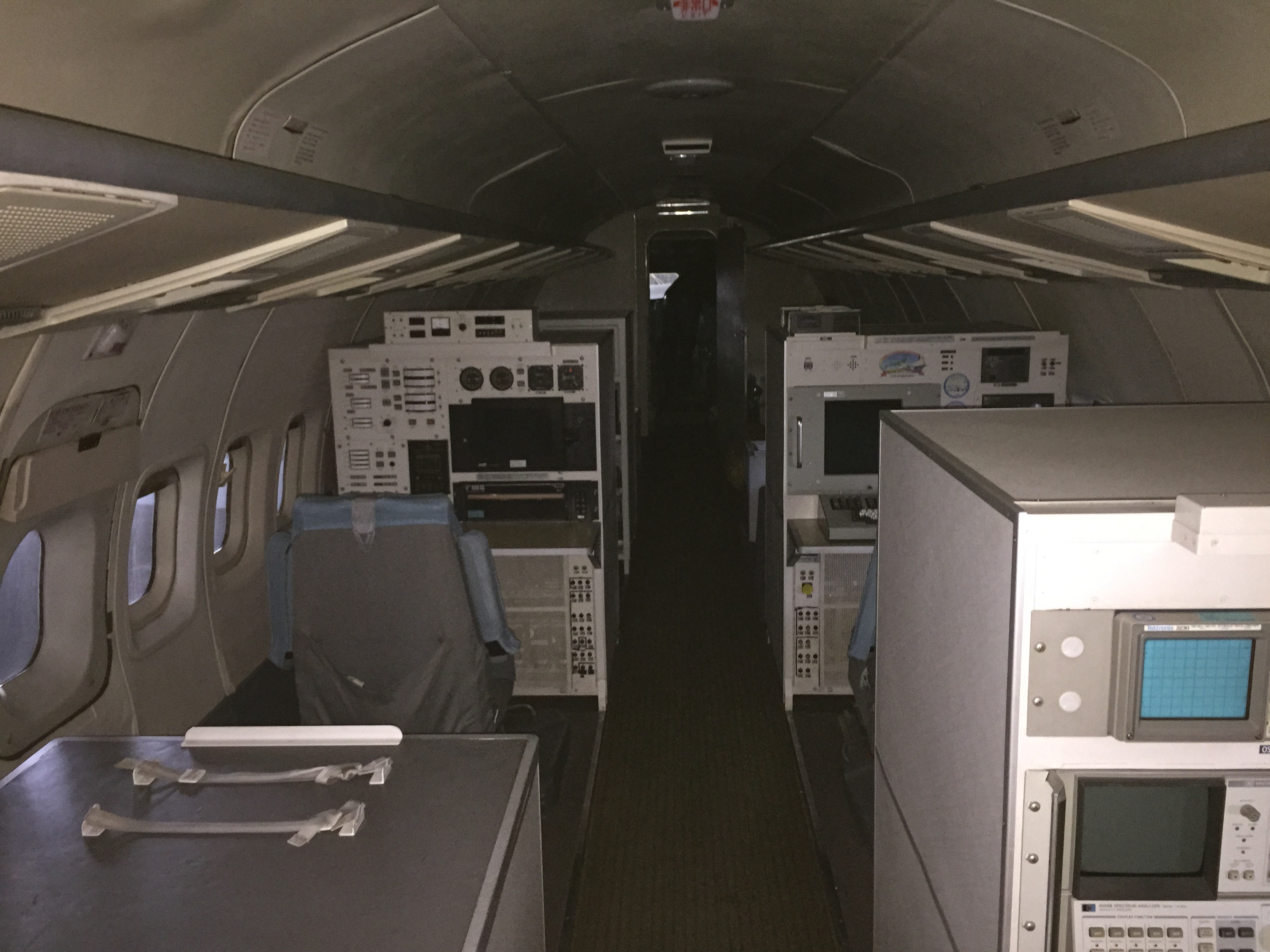
Equipo de inspección de vuelo instalado en YS-11 (símbolo de nacionalidad JA8709, actualmente N462AL)

Se llama inspección en vuelo (Flight Inspection en inglés) al proceso de calibración periódica de las distintas radioayudas usadas en aviación, así como el espacio aéreo involucrado en los diferentes procedimientos basados en radioayudas.
Con aeronaves especialmente equipadas, la Inspección en Vuelo se encarga de la validación y certificación de la continuidad, integridad, exactitud y precisión de la parametría radio ofrecida por las diferentes radioayudas a la navegación aérea.
Para ello, dicha parametría se compara con los patrones de referencia que ofrece la normativa de las organizaciones internacionales: la OACI (Organización de Aviación Civil Internacional) o la FAA (Federal Aviation Administration). 
Todos los aviones utilizan la información que les proporcionan una serie de estaciones. Esta información puede ser de distinto tipo (angular, de distancia, de aproximación...). Las radioayudas de tipo VOR, ILS, MB, NDB, DME, o las ayudas visuales tipo PAPI o VASI, precisan la comprobación periódica de que las señales que emiten siguen siendo lo suficientemente precisas, no han perdido potencia, continúan dentro de tolerancias o dan información correcta, puesto que cualquier fallo de este tipo podría impactar en la seguridad de vuelo. En cualquier caso, la infraestructura radio del espacio aéreo de cada nación ha de certificarse para que la información publicada que usan las tripulaciones sea veraz y útil, asegurando los procedimientos de las aerovías y las aproximaciones instrumentales.
- Datos: Q5459284
- Multimedia: Flight inspection services / Q5459284